# New Zealand State Highway 1
La New Zealand State Highway 1 è un'autostrada statale (state highway) della Nuova Zelanda. Corre in direzione north–south per 2047 km. Inizia a capo Reinga, estremità settentrionale dell'isola del Nord e finisce a Bluff, sulla costa meridionale dell'isola del Sud. nella parte centrale (deserto di Rangipo nell'isola del Nord) è conosciuta anche come Desert Road.